# Gladde kielspriet
De gladde kielspriet (Poecilus punctulatus) is een keversoort uit de familie van de loopkevers (Carabidae). De wetenschappelijke naam van de soort werd in 1783 gepubliceerd door Johann Gottlieb Schaller.